# Bob Sinnaeve
Robert „Bob“ Sinnaeve (* 10. Oktober 1949 in Tillsonburg, Ontario) ist ein ehemaliger kanadischer Dartspieler.

## Karriere

### Anfänge
Sinnaeve begann 1973 Darts zu trainieren. Es war für ihn eine Alternative zum Bowling. Vor allem erhoffte er sich hierdurch mehr Zeit mit seiner Frau Judy verbringen zu können. Er nahm 1979 erstmals am World Masters und 1982 erstmals an den World Professional Darts Championship teil. Bei letzterem verlor er in der 1. Runde gegen Alan Evans.

### Weltmeisterschaft
Sinnaeve war Teil von zehn BDO-Weltmeisterschaften, konnte dabei allerdings nur insgesamt drei Spiele gewinnen. Vier Mal verlor er bereits in der ersten Runde (1982, 1984, 1985 and 1986), bevor er 1987 schließlich ein Spiel gewann. Hierbei sorgte er für eine Überraschung, indem er Dave Whitcombe besiegte, der im Vorjahr das Finale erreicht hatte. Seine anderen Siege gelangen ihm 1988 gegen Horrie Seden und 1991 gegen Eric Burden. Seine letzte Teilnahme an der BDO World Darts Championship konnte er 1992 verzeichnen, wobei er Paul Lim 1:3 unterlag.

### Andere Turniere
Sinnaeve konnte sich in der BDO-Weltrangliste bis auf Platz vier vorspielen. Seine beste Leistung bei einem Major-Turnier war sicherlich das Erreichen des Finals des Winmau World Masters 1986; ein Turnier, bei dem er zwischen 1979 und 1991 jedes Jahr teilnahm. International war er Teil der siegreichen kanadischen Mannschaft beim WDF World Cup 1989. Es war bis heute das einzige Mal, dass sich Kanada hierbei durchsetzen konnte. Sinnaeve erreichte zudem das Finale des Butlins Grand Masters 1986, des Einzels des WDF World Cups 1987 und des MFI World Matchplay 1988; verlor jedes Mal gegen Eric Bristow. Auch kam er bis ins Finale gegen John Lowe der Canadian Open 1986. Überdies erreichte er das Halbfinale des Turniers 1990 und weitere Halbfinalergebnisse bei den Denmark Open 1987 und den North American Open 1988.
Er wird vielfach als einer der besten kanadischen Spieler bezeichnet. So gewann er etwa fünf nationale Meisterschaften (1979, 1983, 1986, 1987 & 1991) – ein Rekord, der erst 2007 von John Part eingestellt wurde. Sinnaeve gewann die Ontario Singles fünf Mal (1978, 1980, 1983, 1984 & 1987) und vier Titel beim Einzel des All-Canada Cups (1985, 1986, 1987 & 1988). Sinnaeve war zwischen 1981 und 1992 Kanadas höchstplatzierter Spieler in der Weltrangliste.
Sinnaeve verabschiedete sich 1992 vom professionellen Darts und wurde 2002 in die „Canadian Darts Hall of Fame“ berufen.
Ab 2008 war er wieder aktiv, spielte etwa zusammen mit Larry Butler in Nordamerika. Seit 2017 tritt er nicht mehr bei größeren Turnieren an.

## Weltmeisterschaftsresultate

### BDO
- 1982: 1. Runde (1:2-Niederlage gegen  Alan Evans) (Sätze)
- 1984: 1. Runde (0:2-Niederlage gegen  Dave Whitcombe)
- 1985: 1. Runde (1:2-Niederlage gegen  Willy Logie)
- 1986: 1. Runde (1:3-Niederlage gegen  Alan Glazier)
- 1987: Achtelfinale (0:3-Niederlage gegen  Alan Evans)
- 1988: Achtelfinale (0:3-Niederlage gegen  Dennis Hickling)
- 1989: 1. Runde (0:3-Niederlage gegen  Dave Whitcombe)
- 1990: 1. Runde (2:3-Niederlage gegen  Leo Laurens)
- 1991: Achtelfinale (0:3-Niederlage gegen  Dennis Priestley)
- 1992: 1. Runde (1:3-Niederlage gegen  Paul Lim)